# ۲۲۵ (میلادی)

## رویدادها
ساسانیان با پیروزی بر آخرین پادشاه پارتی در 225 م، پادشاهی نوینی را برپا کردند که تامیانه سده هفتم میلادی پایدار بود.

## زادروزها
- ۲۰ ژانویه - گوردیان سوم، امپراتور روم